# Favoritas do Sultão
Favoritas do Sultão foi uma agremiação carnavalesca de Santos, conhecido bloco da cidade na chamada "época de ouro" de seu carnaval, que era sediado no bairro de Campo Grande.
A entidade surgiu na década de 1950, chegando a ficar inativa por alguns anos, até retornar durante a década de 1960. Foi uma agremiação premiada em muitos carnavais, participando de desfiles em várias cidades da Baixada Santista. Após apresentar temas como "Mil e Uma Noites", "Sítio do Pica-pau-amarelo" e "Moulin Rouge", o Favoritas tornou-se escola de samba no final da década de 1970. Chegou a ser quarto colocado do Carnaval de Santos em 1980, sendo extinto após o carnaval do ano seguinte.
O antigo bloco e escola de samba foi o grande homenageado do Carnaval de Santos em 2009.